# Трилобити
Трилобитите (Trilobita) са клас изчезнали членестоноги. Те се появяват в Камбрий и живеят по време на долния Палеозой преди бавно да измрат. Последните трилобити изчезват в масовото измиране в края на перм преди 250 милиона години.
Трилобитите са много добре познати и вероятно втората по известност група изкопаеми след динозаврите. Те са най-разнообразната група животни в регистъра на изкопаемите, състояща се от девет (или може би десет) разреда и над 15 000 вида. Понастоящем трилобитите са включени заедно с Хелицерови в групата Arachnomorpha.
Повечето от тях са просто устроени малки морски животни, които филтрират тиня за да се хранят.
Обитават древните морски басейни. На гръбната страна имат твърд хитинов щит. Той се поделя на 3 части: главов отдел (цефалон), телесен отдел (торакс) и опашен отдел (пигидиум). В централната част на цефалона се намира глабела. Тя е формирана от сливането на няколко сегмента. Тораксът се състои от различен брой сегменти: от 2 до 44.
Всеки сегмент има една централна част и две странични, завършващи с шипчета. Пигидиумът също е от различен брой сегменти:1 – 30 бр. Често завършва с голям шип-телсон.

## Класификация
Клас Трилобити
- Разред †Agnostida Salter, 1864
- Разред †Asaphida Fortey & Chatterton, 1988
- Разред †Corynexochida Kobayashi, 1935
- Разред †Harpetida Whittington, 1959
- Разред †Nectaspida Raymond, 1920
- Разред †Redlichiida Richter, 1932
- Разред †Lichida Moore, 1959
- Разред †Odontopleurida Whittington, 1959
- Разред †Phacopida Salter, 1864
- Разред †Proetida Fortey & Owens, 1975
- Разред †Ptychopariida Swinnerton, 1915